# Automolis nigricornis
Automolis nigricornis là một loài bướm đêm thuộc phân họ Arctiinae, họ Erebidae.